# Hushoppspindel
Hushoppspindel (Pseudeuophrys lanigera) är en spindelart som först beskrevs av Simon 1871.  Hushoppspindel ingår i släktet Pseudeuophrys och familjen hoppspindlar. Arten är reproducerande i Sverige. Inga underarter finns listade i Catalogue of Life.

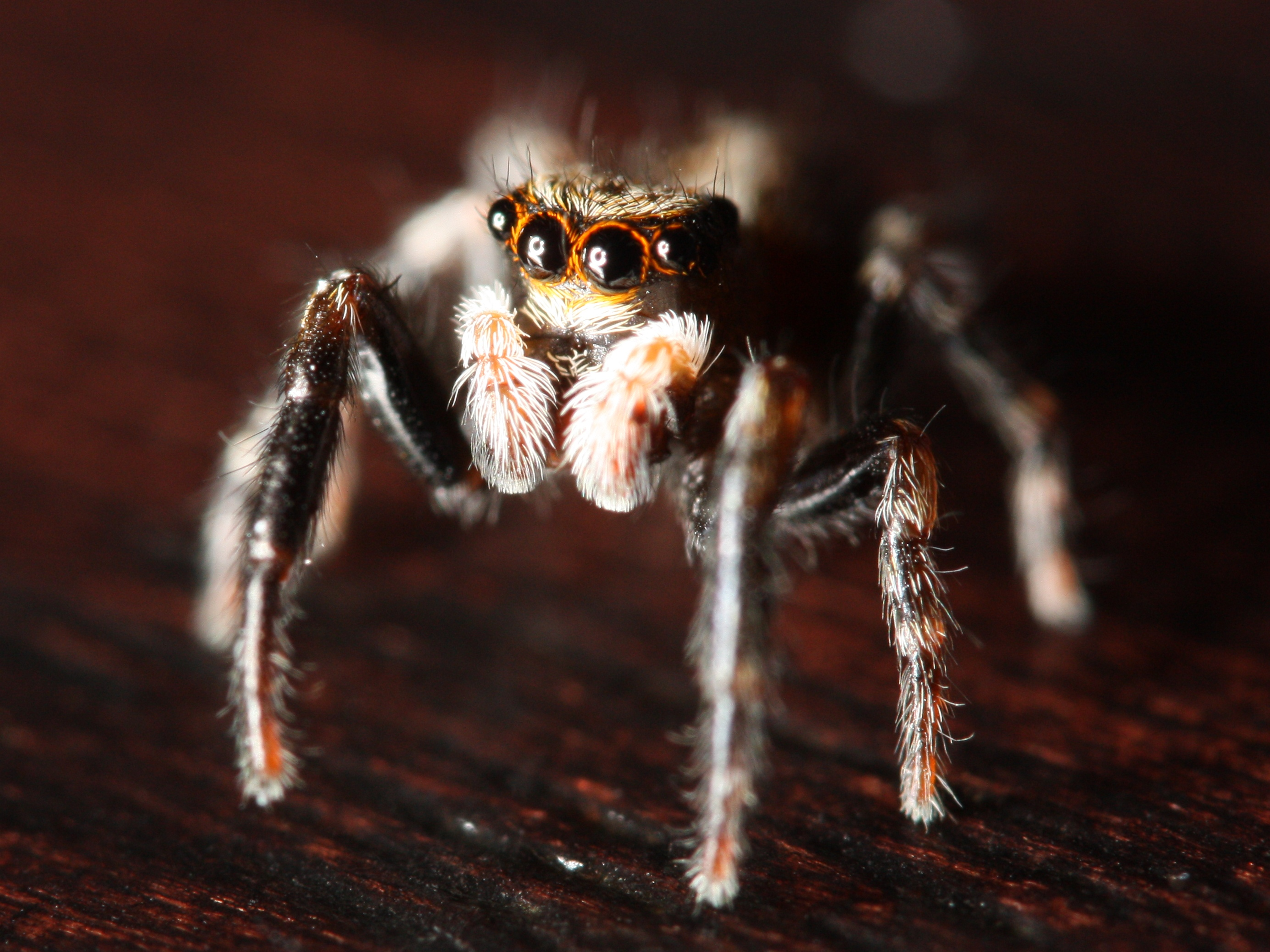
♂
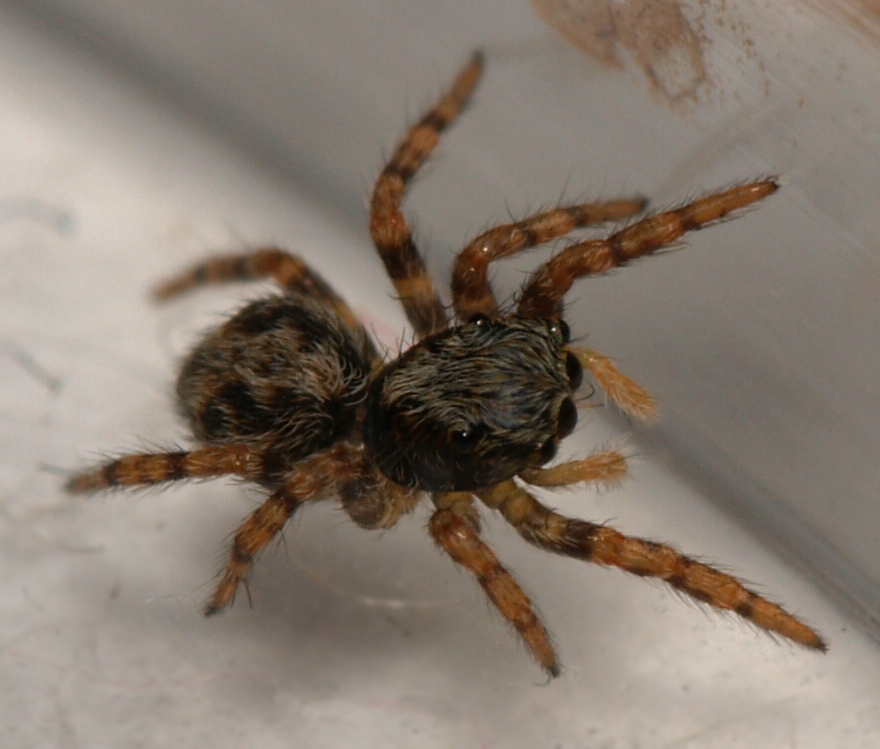
♀ 2mm